# Terence Tse
"Terence" Tse Kin Leung is een Hongkongs autocoureur.

## Carrière
Tse begon zijn autosportcarrière in 2015 in de Clio Cup China Series en tegelijkertijd nam hij deel aan de Aziatische Formule Renault. In beide kampioenschappen eindigde hij op de zevende plaats in het kampioenschap.
In 2016 bleef Tse actief in de Clio Cup China series en verbeterde zichzelf naar de vierde plaats in de eindstand. Daarnaast kwam hij dat jaar uit in de TCR Asia Series, waarin hij uitkwam voor Roadstar Racing en met een vijfde plaats op het Shanghai International Circuit als beste resultaat tiende werd in het klassement. Aan het eind van dat jaar maakte hij tevens zijn debuut in de TCR International Series tijdens het raceweekend op het Circuito da Guia, waarin hij in een Seat León Cup Racer actief was voor Roadstar Racing. Hij wist zich echter niet te kwalificeren voor de races.